# Seznam židovských památek v Královéhradeckém kraji
Toto je seznam židovských památek v Královéhradeckém kraji aktuální k roku 2011, ve kterém jsou uvedeny židovské památky v oblasti Královéhradeckého kraje.
| Název                                           | Obrázek                                 | Místo                                                          | Okres               | Druh             | Galerie Commons                                                                  | Popis památky a přístup |
| ----------------------------------------------- | --------------------------------------- | -------------------------------------------------------------- | ------------------- | ---------------- | -------------------------------------------------------------------------------- | --- |
| Mikve v Dobrušce                                | Mikve v Dobrušce                        | Dobruška (50°17′32″ s. š., 16°9′43″ v. d.)                     | Rychnov nad Kněžnou | Mikve            | Kategorie „Mikveh in Dobruška“ na Wikimedia Commons                              | Mikve v budově Vlastivědného muzea na Šubertově náměstí 45, jež sousedí se synagogou; jde o jednu z mála památek svého druhu v ČR zpřístupněných veřejnosti |
| Synagoga v Dobrušce                             | Synagoga Dobruška                       | Dobruška (50°17′32″ s. š., 16°9′43″ v. d.)                     | Rychnov nad Kněžnou | Synagoga         | Kategorie „Synagogue in Dobruška“ na Wikimedia Commons                           | Synagoga ve městě Dobruška na Šubertově náměstí čp. 646, využívána Českobratrskou církví evangelickou |
| Židovský hřbitov v Dobrušce                     | ŽH Dobruška                             | Dobruška (50°17′52″ s. š., 16°9′48″ v. d.)                     | Rychnov nad Kněžnou | Židovský hřbitov | Kategorie „Jewish cemetery in Dobruška“ na Wikimedia Commons                     | Židovský hřbitov na severu města Dobruška v Křovické ulici, s pamětní deskou na hřbitovní zdi na památku rozšíření hřbitova |
| Synagoga v Doudlebech nad Orlicí                | Synagoga Doudleby nad Orlicí            | Doudleby nad Orlicí (50°6′27″ s. š., 16°15′34″ v. d.)          | Rychnov nad Kněžnou | Synagoga         | 1F                                                                               | Synagoga v městysu Doudleby nad Orlicí s mansardovou střechou sloužící dnes jako sbor Církve čs. husitské; zachovány domy v býv. židovské čtvrti v jižní části městysu na levém, jižním břehu Orlice po obou stranách Habrmanovy ulice a v příčných uličkách                          |
| Synagoga v Hořicích                             | Synagoga Hořice                         | Hořice (50°22′13″ s. š., 15°38′ v. d.)                         | Jičín               | Synagoga         | Kategorie „Synagogue in Hořice“ na Wikimedia Commons                             | Bývalá synagoga ve městě Hořice v Tovární ulici čp. 4 severně od náměstí Jiřího z Poděbrad, využívána od r. 1956 Církví československou husitskou |
| Nový židovský hřbitov v Hořicích                | ŽH Hořice                               | Hořice (50°21′53″ s. š., 15°38′52″ v. d.)                      | Jičín               | Židovský hřbitov | Kategorie „New Jewish cemetery in Hořice“ na Wikimedia Commons                   | Nový židovský hřbitov na východě města Hořice v ulici Gothard u Sochařského parku za městským hřbitovem; dochovala se obřadní síň využívaná komunálním hřbitovem a pouze jeden náhrobek                                                                                               |
| Starý židovský hřbitov v Hořicích               | ŽH Hořice                               | Hořice (50°22′26″ s. š., 15°38′6″ v. d.)                       | Jičín               | Židovský hřbitov | Kategorie „Jewish cemetery in Hořice“ na Wikimedia Commons                       | Starý židovský hřbitov ve městě Hořice na nároží Malátovy a Škrétovy ulice; márnice přestavěna na garáž, hřbitovní dům čp. 359 po přestavbě slouží k obytným účelům |
| Synagoga v Hradci Králové                       | Synagoga Hradec Králové                 | Hradec Králové (50°12′42″ s. š., 15°50′16″ v. d.)              | Hradec Králové      | Synagoga         | Kategorie „Synagogue in Hradec Králové“ na Wikimedia Commons                     | Bývalá synagoga v Hradci Králové na nároží Pospíšilovy třídy a ulice Čs. armády dnes Státní vědecká knihovna, 1F (historická) interiéru |
| Židovský hřbitov v Hradci Králové               | ŽH Hradec Králové                       | Hradec Králové (50°13′46″ s. š., 15°50′40″ v. d.)              | Hradec Králové      | Židovský hřbitov | Kategorie „Jewish cemetery in Hradec Králové“ na Wikimedia Commons               | Židovský hřbitov v Hradci Králové ve čtvrti Pouchov naproti vojenskému hřbitovu |
| Synagoga v Chlumci nad Cidlinou                 | Bývalá synagoga v Chlumci nad Cidlinou  | Chlumec nad Cidlinou (50°9′16″ s. š., 15°27′30″ v. d.)         | Hradec Králové      | Synagoga         | Kategorie „Synagogue in Chlumec nad Cidlinou“ na Wikimedia Commons               | Bývalá synagoga ve městě Chlumec nad Cidlinou, čp. 75 na rohu Palackého a Rooseveltovy ulice západně od OÚ a Klicperova náměstí; přestavěna na stanici požární ochrany |
| Židovský hřbitov v Chlumci nad Cidlinou         | Židovský hřbitov v Chlumci nad Cidlinou | Chlumec nad Cidlinou (50°9′16″ s. š., 15°26′43″ v. d.)         | Hradec Králové      | Židovský hřbitov | Kategorie „Jewish cemetery in Chlumec nad Cidlinou“ na Wikimedia Commons         | Židovský hřbitov v Chlumci nad Cidlinou je součástí městského hřbitova v Alejské ulici západně od centra města |
| Židovský hřbitov v Jaroměři                     |                                         | Jaroměř (50°21′50″ s. š., 15°55′52″ v. d.)                     | Náchod              | Židovský hřbitov |                                                                                  | Židovské oddělení městského hřbitova ve městě Jaroměř u Jaroměřského rybníka při Náchodské ulici vedoucí do Náchoda |
| Synagoga v Jičíně                               | Synagoga Jičín                          | Jičín (50°26′17″ s. š., 15°21′10″ v. d.)                       | Jičín               | Synagoga         | 3F                                                                               | Synagoga v Jičíně v Židovské ulici SSV od Valdštejnova náměstí; 2F zvenku, 1F interiéru velmi malého rozlišení |
| Židovský hřbitov v Jičíně                       | ŽH Jičín                                | Jičín (50°26′32″ s. š., 15°22′56″ v. d.)                       | Jičín               | Židovský hřbitov | Kategorie „Jewish cemetery in Jičín“ na Wikimedia Commons                        | Židovský hřbitov SV od města Jičín na kraji lesa u Valdického potoka, přístupný po odbočení doprava z Revoluční ulice za Soudnou před letohrádkem Libosad u Valdic, přes železniční trať a dále po pravém kraji lesa                                                                  |
| Synagoga v Libáni                               |                                         | Libáň (50°22′23″ s. š., 15°13′7″ v. d.)                        | Jičín               | Synagoga         |                                                                                  | Bývalá synagoga ve městě Libáň, čp. 74 ve spojovací ulici mezi Jiráskovou a Emlerovou JV od náměstí Svobody, využívána Církví československou husitskou |
| Židovský hřbitov v Libáni                       |                                         | Libáň (50°22′6″ s. š., 15°12′48″ v. d.)                        | Jičín               | Židovský hřbitov |                                                                                  | Židovský hřbitov na jihu města Libáň jako oddělení městského hřbitova při kapli/márnici, napravo u silnice vedoucí směrem na jih na Psinice |
| Nový židovský hřbitov v Náchodě                 |                                         | Náchod (50°24′33″ s. š., 16°9′6″ v. d.)                        | Náchod              | Židovský hřbitov |                                                                                  | Nový židovský hřbitov ve městě Náchod v ulici U Zastávky, zřízen po zrušení hřbitova starého (1925) |
| Starý židovský hřbitov v Náchodě                |                                         | Náchod (50°24′44″ s. š., 16°9′37″ v. d.)                       | Náchod              | Židovský hřbitov |                                                                                  | Starý židovský hřbitov ve městě Náchod v ulici Českých bratří, v současnosti jen park s pamětní deskou |
| Synagoga v Novém Bydžově                        | Synagoga Nový Bydžov                    | Nový Bydžov (50°14′31″ s. š., 15°29′35″ v. d.)                 | Hradec Králové      | Synagoga         | Kategorie „Evangelical church (Nový Bydžov)“ na Wikimedia Commons                | Bývalá synagoga ve městě Nový Bydžov SV od Masarykova náměstí v parčíku u ulice Marka Bydžovského, nyní Farní sbor Českobratrské církve evangelické v Novém Bydžově |
| Židovský hřbitov v Novém Bydžově                | ŽH Nový Bydžov                          | Nový Bydžov (50°14′17″ s. š., 15°29′16″ v. d.)                 | Hradec Králové      | Židovský hřbitov | Kategorie „Jewish cemetery in Nový Bydžov“ na Wikimedia Commons                  | Židovský hřbitov v Novém Bydžově, vstup z Revoluční třídy, branka vpravo u čp 217, klíč k zapůjčení v Městském muzeu |
| Synagoga v Podbřezí                             | Synagoga Podbřezí                       | Podbřezí (50°15′36″ s. š., 16°12′46″ v. d.)                    | Rychnov nad Kněžnou | Synagoga         | Kategorie „Synagogue in Podbřezí“ na Wikimedia Commons                           | Bývalá synagoga v obci Podbřezí čp. 55, uzavřena roku 1888, přestavěna na obytné účely |
| Židovský hřbitov v Podbřezí                     | ŽH Podbřezí                             | Podbřezí (50°15′46″ s. š., 16°13′8″ v. d.)                     | Rychnov nad Kněžnou | Židovský hřbitov | Kategorie „Jewish Cemetery Podbřezí“ na Wikimedia Commons                        | Židovský hřbitov v Podbřezí SV od obce v lese na pravém břehu řeky Dědiny (Zlatého potoka), spolu se vsí je dějištěm hist. románů Aloise Jiráska Temno a Karla Krpaty Tři dny tammuz; hřbitov je volně přístupný                                                                      |
| Synagoga v Rokytnici v Orlických horách         |                                         | Rokytnice v Orlických horách (50°9′51″ s. š., 16°27′59″ v. d.) | Rychnov nad Kněžnou | Synagoga         |                                                                                  | Zaniklá synagoga ve městě Rokytnice v Orlických horách pocházející z roku 1868 stávala až do roku 1977 na pozemku v ulici Josefa Václava Sládka (dříve Judegasse) vedle čp. 157, v prosinci 1938 byla nacisty vypleněna, dnes je pozemek zastavěn. V domě čp. 157 se dochovala mikve. |
| Židovský hřbitov v Rokytnici v Orlických horách | ŽH Rokytnice v Orlických horách         | Rokytnice v Orlických horách (50°9′44″ s. š., 16°28′9″ v. d.)  | Rychnov nad Kněžnou | Židovský hřbitov | Kategorie „Jewish cemetery in Rokytnice v Orlických horách“ na Wikimedia Commons | Židovský hřbitov ve východní části města Rokytnice v Orlických horách na kraji lesa za potokem Rokytenkou a domy čp. 108 a 109 – místo si obyvatelé vyjednali u hraběte Nostitze za městem; je zde i hrob místního židovského básníka Moritze Reicha (1831–1857)                      |
| Synagoga v Rychnově nad Kněžnou                 | Synagoga Rychnov nad Kněžnou            | Rychnov nad Kněžnou (50°9′46″ s. š., 16°16′34″ v. d.)          | Rychnov nad Kněžnou | Synagoga         | Kategorie „Synagogue in Rychnov nad Kněžnou“ na Wikimedia Commons                | Synagoga ve městě Rychnov nad Kněžnou ve Fischerově ulici čp. 602, nyní památník židovských komunit oblasti Podorlicka připomínající i ž. původ Karla Poláčka s instalovaným památníkem obětem holocaustu; navazující Palackého ulice je bývalá Židovská                              |
| Židovský hřbitov v Rychnově nad Kněžnou         | ŽH Rychnov nad Kněžnou                  | Rychnov nad Kněžnou (50°9′57″ s. š., 16°16′2″ v. d.)           | Rychnov nad Kněžnou | Židovský hřbitov |                                                                                  | Židovský hřbitov ve městě Rychnov nad Kněžnou v ulici U Židovského hřbitova na cestě do Lokotu, s hroby rodičů Karla Poláčka a márnicí-vozovnou, jež je památníkem ŽNO s pamětními deskami                                                                                            |
| Synagoga v Trutnově                             | Synagoga Trutnov                        | Trutnov (50°33′33″ s. š., 15°54′46″ v. d.)                     | Trutnov             | Synagoga         | Kategorie „Synagogue in Trutnov“ na Wikimedia Commons                            | Zaniklá synagoga v Trutnově v ulici Na Struze, na jejímž místě se nachází památník |
| Židovský hřbitov v Trutnově                     | ŽH Trutnov                              | Trutnov (50°33′17″ s. š., 15°54′17″ v. d.)                     | Trutnov             | Židovský hřbitov | Kategorie „Jewish cemetery in Trutnov“ na Wikimedia Commons                      | Zaniklý židovský hřbitov v Trutnově v ulici Sluneční stráň u čp. 401, nyní je na místě pomník; na městs. hřbitově pomník židovským ženám pracujícím v trutnovských textilkách (ŽH Trutnov)                                                                                            |
| Židovský hřbitov v Úpici                        | ŽH Úpice                                | Úpice (50°30′37″ s. š., 16°0′49″ v. d.)                        | Trutnov             | Židovský hřbitov | Kategorie „Jewish cemetery in Úpice“ na Wikimedia Commons                        | Židovský hřbitov v Úpici se nachází v židovském oddělení městského hřbitova |
| Synagoga ve Velké Bukovině                      |                                         | Velká Bukovina (50°24′54″ s. š., 15°57′17″ v. d.)              | Náchod              | Synagoga         |                                                                                  | Bývalá synagoga v obci Velká Bukovina je nynější dům čp. 54 v bývalé židovské uličce vedoucí na jih od návesního rybníka – mimořádně zachovalý celek vesnického ghetta je památkou evropského významu                                                                                 |
| Židovský hřbitov ve Velké Bukovině              | ŽH Velká Bukovina                       | Velká Bukovina (50°25′19″ s. š., 15°57′11″ v. d.)              | Náchod              | Židovský hřbitov | Kategorie „Jewish cemetery in Velká Bukovina“ na Wikimedia Commons               | Židovský hřbitov severně od obce Velká Bukovina přístupný po polní cestě odbočující doprava mezi poli ze silnice vedoucí na západ od obce |
| Židovský hřbitov ve Vamberku                    | ŽH Vamberk                              | Vamberk (50°7′18″ s. š., 16°17′16″ v. d.)                      | Rychnov nad Kněžnou | Židovský hřbitov | Kategorie „Jewish cemetery in Vamberk“ na Wikimedia Commons                      | Židovský hřbitov ve městě Vamberk ve Vrabcově ulici severně od zámku a řeky Zdobnice |

Vysvětlivky k tabulce
- Památky jsou řazeny podle abecedního pořadí Místa
- Název – název článku na Wikipedii, abecedně dle místa, poklikem na nadpis lze třídit
- Obrázek – existující obrázek nahraný na Commons
- Místo – nejbližší město, obec nebo vesnice, v závorce GPS – poloha památky dle souřadnic Global Positioning System, lze třídit
- Okres – okres, ve kterém se místo nachází, lze třídit
- Druh – druh památky, např. židovský hřbitov nebo synagoga, lze třídit
- Galerie Commons – odkaz na Commons na existující kategorii s fotografiemi
- Popis památky a přístup – název s podrobnostmi polohy, přístupnost pro návštěvu nebo informace, kde je možné si vypůjčit klíč, je-li památka zamknutá